# Stig Jacobsson
Stig Jacobsson, född 1945, är en svensk musikjournalist och författare.
Jacobsson har skrivit tonsättarbiografier åt Stim och mängder av programkommentarer åt svenska symfoniorkestrar, framför allt Norrköpings symfoniorkester. Han skriver också recensioner i facktidskrifter och dagspress samt föreläser om företrädesvis svenska tonsättare. Han framträder även som programpresentatör vid konserter med Norrköpings symfonorkester.
Han undervisar också extra på Musikgymnasiet i musikhistoria.

### Böcker
- Jacobsson, Stig (1983). Bo Linde: ett tonsättarporträtt. Tonfallet, 0346-329X ; 1983:12. Stockholm libris=2815243: Rikskonserter
- Jacobsson, Stig; Jönsson Ulf (1999). Bo Linde: människan, kritikern, verket. [Gävle] isbn=91-630-7718-3 (inb.): [Kultur Gävle]. Libris 7453579
- Jacobsson, Stig (1987). Carl Nielsen. Borås isbn=91-85846-77-5 (inb.): Norma. Libris 7752816
- Jacobsson, Stig (1983). Dmitrij Sjostakovitj. Borås isbn=91-85846-35-X (inb.): Norma. Libris 7752777
- Jacobsson, Stig (1985). Kurt Atterberg. Borås isbn=91-85846-43-0 (inb.): Norma. Libris 7752785
- Jacobsson, Stig (1994). Mahlermanualen: en handbok för Mahlervänner. Norrköping libris=1896290: Norrköpings symfoniorkester (SON)
- Jacobsson, Stig (1975). Musiken i Sverige: skivlyssnarens handbok i svensk musik från äldsta tid till 1970-talet med utförlig skivförteckning. Västerås isbn=91-534-0349-5: ICA-förl. Libris 7413205
- Jacobsson, Stig (1986). Svenska tonsättare: diskografi. Accent (1970), 0280-199X ; 11. Stockholm libris=556915: Rikskonserter

### Artiklar
- Jacobsson, Stig (1991). ”Alfvén conducts Alfvén: om Alfvén som dirigent”. Alfvéniana (Stockholm : Hugo Alfvénsällskapet, 1990-) 1991:2,:  sid. 12. ISSN 1101-5667. ISSN 1101-5667 ISSN 1101-5667. Libris 2229358
- Jacobsson, Stig (1989). ”Anton Bruckner: lantis och världsmedborgare”. SON (Norrköping : Symfoniorkestern Norrköping, 1971-1994) 1989/90(19:sep.),:  sid. 16-18. Libris 9476212
- Jacobsson, Stig (1989). ”Bernhard Crusell: en klarinettmusikens mästare”. SON (Norrköping : Symfoniorkestern Norrköping, 1971-1994) 1989/90(19:nov),:  sid. 16-18. Libris 9476724
- Jacobsson, Stig (1989). ”Bohuslav Martinů: en musikant i exil”. SON (Norrköping : Symfoniorkestern Norrköping, 1971-1994) 1989/90(19:dec/jan),:  sid. 19-21. Libris 9476977
- Jacobsson, Stig (1990). ”César Franck: ett komponerande underbarn känt för sin ålderdomsproduktion”. Kyrkomusikernas tidning 1990:15,:  sid. 294-296. 0281-286X. ISSN 0281-286X. Libris 9443710
- Jacobsson, Stig (1998). ”Dirigerande tonsättare - tonsättande dirigenter: om svenska tonsättare som dirigerat egen musik på skiva”. Alfvéniana (Stockholm : Hugo Alfvénsällskapet, 1990-) 1998:3,:  sid. 13-16. ISSN 1101-5667. ISSN 1101-5667 ISSN 1101-5667. Libris 3378130
- Jacobsson, Stig (1991). ”Estland: ett grannland fullt med musik”. SON (Norrköping : Symfoniorkestern Norrköping, 1971-) 1990/91 (20:feb.),:  sid. 16-18. Libris 2229370
- Jacobsson, Stig (1990). ”Frank Martin: en av årets hundraåringar”. Kyrkomusikernas tidning 1990:12,:  sid. 235-238. 0281-286X. ISSN 0281-286X. Libris 9438374
- Jacobsson, Stig (1991). ”Frank Martin en av årets hundraåringar.”. SON (Norrköping : Symfoniorkestern Norrköping, 1971-) 1990/91 (20:nov.),:  sid. 16-18. Libris 2229371
- Jacobsson, Stig (1990). ”George Gershwin: en musikens kameleont”. SON (Norrköping : Symfoniorkestern Norrköping, 1971-1994) 1989/90(19:feb.),:  sid. 16-18. Libris 9476982
- Jacobsson, Stig (1991). ”Gösta Nystroem: havets tonsättare fyller hundra år”. SON (Norrköping : Symfoniorkestern Norrköping, 1971-) 1990/91 (20:sep.),:  sid. 24-26. Libris 2229374
- Jacobsson, Stig (1991). ”Holländsk tonsättare med stuga i Småland.”. Nutida musik (Print) (Stockholm : Nutida musik, 1957-) 1991 (34:1),:  sid. 14-18. ISSN 0029-6597. ISSN 0029-6597 ISSN 0029-6597. Libris 2229413
- Jacobsson, Stig (2002). ”Johan Agrell: liv och verk”. Kammarmusik-nytt (1983-) 2002:3,:  sid. 12-13. 0283-4146. ISSN 0283-4146. Libris 9058865
- Jacobsson, Stig (2002). ”Josef Jonsson (1887-1969)”. Symfoni nr 1 : Nordland (2002) Kommentarh.,:  sid. 3-7, 9-14. Libris 8464484
- Jacobsson, Stig (2006). ”Lennart Fredriksson föddes 1952 i Kalix, Norrbotten”. Not yet dawn (Stockholm : STIM/Svensk musik, p 2006) Kommentarh.,:  sid. 3-6, 14-17. Libris 10325364
- Jacobsson, Stig (1992). ”Midsommarvaka på CD.”. Alfvéniana (Stockholm : Hugo Alfvénsällskapet, 1990-) 1992:1/2,:  sid. 19-20. ISSN 1101-5667. ISSN 1101-5667 ISSN 1101-5667. Libris 2104002
- Jacobsson, Stig (1991). ”Mozart och biskoparna.”. Kyrkomusikernas tidning (Ytterby : Kyrkomusikernas riksförbund, 1984-) 1991:6,:  sid. 114-116. ISSN 0281-286X. ISSN 0281-286X ISSN 0281-286X. Libris 2229424
- Jacobsson, Stig (1990-1992). ”Nya medlemmar i FST. [1-9]”. Svensk musik (Stockholm. 1986) (Stockholm : Svensk musik/Swedish Music Information Center, 1986-1992) 1990:1,:  sid. 8-9 ; 1990:2, s.6-7 ; 1990:3, s. 8-9 ; 1990:4, s. 2-3 ; 1991:1, s. 6-7 ; 1991:2, s. 10-11 ; 1991:3, s. 10-11 ; 1991:4, s. 6 ; 1992:1, s. 8. ISSN 0283-2526. ISSN 0283-2526 ISSN 0283-2526. Libris 2229448
- Jacobsson, Stig (1989). ”Pjotr Tjajkovskij: en känslomänniska”. Konsertnytt 1989/90(25:1),:  sid. 33-36. 0023-3560. ISSN 0023-3560. Libris 9396760
- Jacobsson, Stig (1989). ”Sergej Prokofjev: den ryska musikens svarta får”. SON (Norrköping : Symfoniorkestern Norrköping, 1971-1994) 1989/90(19:okt.),:  sid. 15-17. Libris 9476611
- Jacobsson, Stig (1993). ”Skinnskattebergs kammarmusikförening: en vital tjugoåring”. Kammarmusik-nytt (Stockholm : Riksförbundet Sveriges kammarmusikarrangörer, 1983-) 1993:4,:  sid. 6-7. ISSN 0283-4146. ISSN 0283-4146 ISSN 0283-4146. Libris 2262373
- Jacobsson, Stig (1990). ”Sällskapet för ny musik återupplivas i Sovjet.”. Tonfallet 1990:2,:  sid. 20-21. 0346-329X. ISSN 0346-329X. Libris 9461366
- Jacobsson, Stig (2002). ”Yngve Sköld.”. Symfoni nr 2 op. 36 (2002) Kommentarh.,:  sid. 3-6, 9-13. Libris 8832694